# سودان مصر و بریتانیا
سودان مصر و بریتانیا (عربی: السودان الإنجلیزی المصری as-Sūdān al-Inglīzī al-Maṣrī) یک کاندومنیوم از بریتانیا و مصر بین سال‌های ۱۸۹۹ و ۱۹۵۶ بود که بیشتر مربوط به قلمرو سودان جنوبی و سودان امروزی بود. از نظر قانونی، حاکمیت و اداره بین مصر و بریتانیا مشترک بود، اما در عمل، ساختار کاندومینیوم کنترل مؤثر بریتانیا بر سودان را تضمین می‌کرد و مصر قدرت و نفوذ محلی محدودی داشت. در این میان، خود مصر تحت نفوذ فزاینده بریتانیا قرار گرفت. پس از انقلاب ۱۹۵۲ مصر، مصر برای پایان دادن به کاندومینیوم و استقلال سودان تلاش کرد. با توافق مصر و بریتانیا در سال ۱۹۵۳، سودان به عنوان جمهوری سودان در ۱ ژانویه ۱۹۵۶ استقلال یافت. در سال ۲۰۱۱، جنوب سودان به عنوان جمهوری سودان جنوبی مستقل شد.
در قرن نوزدهم، در حالی که مصر به‌طور اسمی یک دولت تابع امپراتوری عثمانی بود، از زمان به دست گرفتن قدرت توسط محمد علی پاشا در سال ۱۸۰۵، به عنوان یک دولت عملاً مستقل عمل کرده بود. محمد علی که به دنبال جانشینی و در نهایت جایگزینی امپراتوری عثمانی به عنوان قدرت منطقه ای مسلط بود، خود را خدیو اعلام کرد و مرزهای مصر را هم از جنوب به سودان و هم به سمت شرق به سمت شام و عربستان گسترش داد که دومی به قیمت امپراتوری عثمانی تمام شد. قلمرو سودان توسط مصر ضمیمه شد و به عنوان بخشی جدایی ناپذیر از کشور اداره می‌شد و سودانی‌ها تابعیت مصری را دریافت کردند. در نهایت، مداخله قدرت‌های بزرگ در حمایت از امپراتوری عثمانی، مصر را مجبور کرد که پس از مرگ محمدعلی، تمام سرزمین‌های شام و عربستان را به عثمانی‌ها بازگرداند. با این حال، چنین مانعی برای توسعه مصر به سمت جنوب وجود نداشت.
در زمان سلطنت نوه محمد علی، اسماعیل پاشا، مصر کنترل خود را بر سودان تا جنوب دریاچه‌های بزرگ آفریقا تثبیت و گسترش داد، در حالی که به‌طور همزمان سرزمین‌هایی در چاد، اریتره، جیبوتی و سومالی امروزی به دست آورد. علاوه بر این، استفاده غیرمجاز از عنوان خدیو به‌طور رسمی توسط سلطان عثمانی تأیید شد. مصر در اوج قدرت خود بود و اسماعیل به دنبال ایجاد یک امپراتوری آفریقایی پیوسته بود که می‌توانست سنگری در برابر گسترش اروپا در آفریقا باشد.
با این حال، جاه طلبی‌های بزرگ اسماعیل با شکست ویرانگر مصر در جنگ اتیوپی و مصر، که مشکلات مالی از قبل موجود در کشور ناشی از برنامه‌های فلج کننده و گران‌قیمت نوسازی سریع او را تشدید کرد، کوتاه شد. این امر در نهایت منجر به برکناری اسماعیل توسط قدرت‌های بزرگ در سال ۱۸۷۹ به نفع پسرش توفیق پاشا شد. مصر پس از آن از تمام مناطق خارج از سودان و مصر خارج شد.
نارضایتی از حکومت توفیق باعث دو شورش در سال ۱۸۸۱ شد، شورش مهدویون در سودان و شورش عربی در مصر. در حالی که مداخله نظامی بریتانیا در سال ۱۸۸۲ شورش عربی را سرکوب کرد و اقتدار اسمی توفیق را در مصر بازگرداند، شورش مهدوی به گسترش ادامه داد و سودان را تحت حاکمیت مؤثر شورشیان مهدوی قرار داد.
حضور نظامی بریتانیا در مصر این کشور را به یک تحت الحمایه مجازی بریتانیا تبدیل کرد. اگرچه این کشور به‌طور رسمی یک دولت خودگردان و تابع امپراتوری عثمانی باقی ماند، اما اکنون قدرت واقعی در اختیار نماینده بریتانیا در قاهره است. در دهه بعد، بریتانیا ارتش مصر را بر اساس خطوط بریتانیا اصلاح و بازسازی کرد و نیروهای بریتانیا و مصر به تدریج شورشیان مهدوی را شکست دادند و اقتدار اسمی خدیو مصر را در سودان بازگرداندند. با این حال، مانند مصر خاص، این اقتدار با واقعیت کنترل مؤثر بریتانیا به خطر افتاد.
در سال ۱۸۹۹، بریتانیا ، عباس حلمی دوم، جانشین توفیق به عنوان خدیو، را مجبور کرد تا سودان را از بخشی جدایی ناپذیر مصر به یک مجتمع مسکونی تبدیل کند که در آن حاکمیت بین مصر و بریتانیا تقسیم شود. پس از تأسیس، این کاندومینیوم شاهد کاهش روزافزون کنترل مصر بود و در بیشتر مدت وجودش در عمل توسط بریتانیا از طریق فرماندار کل در خارطوم اداره می‌شد. برای باقیمانده سلطنت خود، این یکی از نقاط عطف بین خدیو عباس دوم ناسیونالیست و بریتانیا خواهد بود و عباس به دنبال دستگیری و معکوس کردن روند افزایش کنترل بریتانیا در مصر و سودان بود.
پس از ورود امپراتوری عثمانی به جنگ جهانی اول به عنوان عضوی از قدرت‌های مرکزی در سال ۱۹۱۴، انگلستان عباس دوم ضد بریتانیایی را به نفع عموی طرفدار بریتانیا، حسین کامل، خلع کرد. جنبه حقوقی حاکمیت اسمی عثمانی خاتمه یافت و سلطنت مصر که توسط امپراتوری عثمانی در سال ۱۵۱۷ ویران شد، با سلطان حسین کمال مجدداً تأسیس شد. علیرغم احیای سلطنت اسمی، قدرت بریتانیا در مصر و سودان کاهش نیافته بود، زیرا بریتانیا مصر را تحت الحمایه رسمی بریتانیا اعلام کرد. در حالی که مصر به امپراتوری بریتانیا ضمیمه نشده بود، با اینکه پادشاه بریتانیا هرگز حاکم مصر نشد، وضعیت مصر به عنوان یک کشور تحت الحمایه مانع از هرگونه استقلال واقعی برای سلطنت می‌شد. برای همه مقاصد و مقاصد، سلطان نشین مصر به همان اندازه که خدیوات مصر تحت کنترل بریتانیا بود. افزایش خشم ملی گرایان نسبت به کنترل بریتانیا به انقلاب ۱۹۱۹ مصر منجر شد و باعث شد که بریتانیا استقلال مصر را در سال ۱۹۲۲ به عنوان پادشاهی مصر به رسمیت بشناسد. ملی‌گرایان مصری و سودانی‌هایی که از اتحاد با مصر حمایت می‌کردند، خواستار آن شدند که سودان در محدوده پادشاهی قرار گیرد و اصطلاح «پادشاهی مصر و سودان» وارد زبان عامیانه ملی‌گرایان شد. با این حال، از نظر سند حقوقی که توسط آن بریتانیا استقلال مصر را به رسمیت شناخت، به‌طور خاص موضوع حکومت سودان را به عنوان مسئله ای برای حل و فصل آینده محفوظ دانست. بریتانیا با سرپیچی از خواسته‌های مصر و سودان، به تدریج کنترل بیشتری بر این کاندومینیوم به دست گرفت و تا سال ۱۹۲۴ تقریباً به‌طور کامل از مصر خارج شد.
در دهه‌های بعد، نارضایتی و خشم مصری‌ها و سودانی‌ها از ادامه سلطه بریتانیا در سودان افزایش یافت. در ۱۶ اکتبر ۱۹۵۱، دولت مصر قراردادهای زیربنای کاندومینیوم را لغو کرد و اعلام کرد که مصر و سودان از نظر قانونی به عنوان پادشاهی مصر و سودان متحد شده‌اند و پادشاه فاروق به عنوان پادشاه مصر و سودان. هشت ماه بعد با انقلاب ۱۹۵۲ مصر که شاه فاروق را سرنگون کرد، این امر جایگزین شد. دولت انقلابی جدید تحت رهبری محمد نجیب و جمال عبدالناصر استقلال سودان را در اولویت قرار داد. نجیب خود نیمه سودانی بود و در خارطوم به دنیا آمده و بزرگ شده بود. تحت فشارهای مداوم، بریتانیا در سال ۱۹۵۳ با درخواست‌های مصر موافقت کرد، و دولت‌های مصر و بریتانیا با پایان دادن به کاندومینیوم و اعطای استقلال سودان در سال ۱۹۵۶ موافقت کردند. در ۱ ژانویه ۱۹۵۶، حاکمیت مصر و بریتانیا بر سودان به درستی پایان یافت و سودان مستقل شد.

## پس زمینه

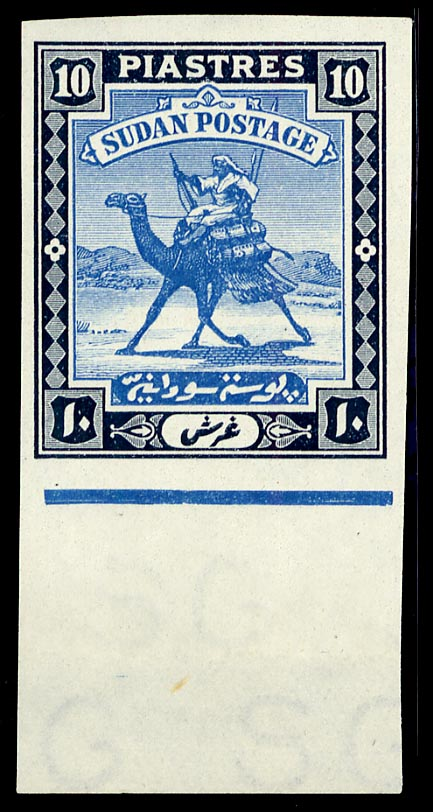
تمبر پستچی بیابانی سودان مصر و بریتانیا. ۱۰ پوند (۱۹۲۷)

### اتحاد با مصر
در سال ۱۸۲۰، ارتش والی مصر ، محمد علی پاشا ، به فرماندهی پسرش اسماعیل پاشا،  کنترل سودان را به دست آورد. این منطقه پیوندهای زبانی، فرهنگی، مذهبی و اقتصادی دیرینه ای با مصر داشت و از زمان فراعنه تا حدودی در دوره های متناوب تحت همین حکومت بوده است. محمد علی به شدت سیاست گسترش قدرت خود را با هدف جانشینی احتمالی امپراتوری عثمانی (که از نظر فنی مدیون وفاداری به آن بود) دنبال می کرد و سودان را به عنوان یک افزوده با ارزش برای سلطه خود بر مصر می دید. در طول سلطنت او و جانشینانش، مصر و سودان به عنوان یک نهاد سیاسی اداره شدند و همه اعضای حاکم خاندان محمدعلی به دنبال حفظ و گسترش "وحدت دره نیل " بودند. این سیاست به ویژه توسط نوه محمد علی، اسماعیل پاشا، گسترش و تشدید شد، که تحت فرمانروایی او بیشتر باقیمانده سودان امروزی و سودان جنوبی فتح شد.

### دخالت بریتانیا

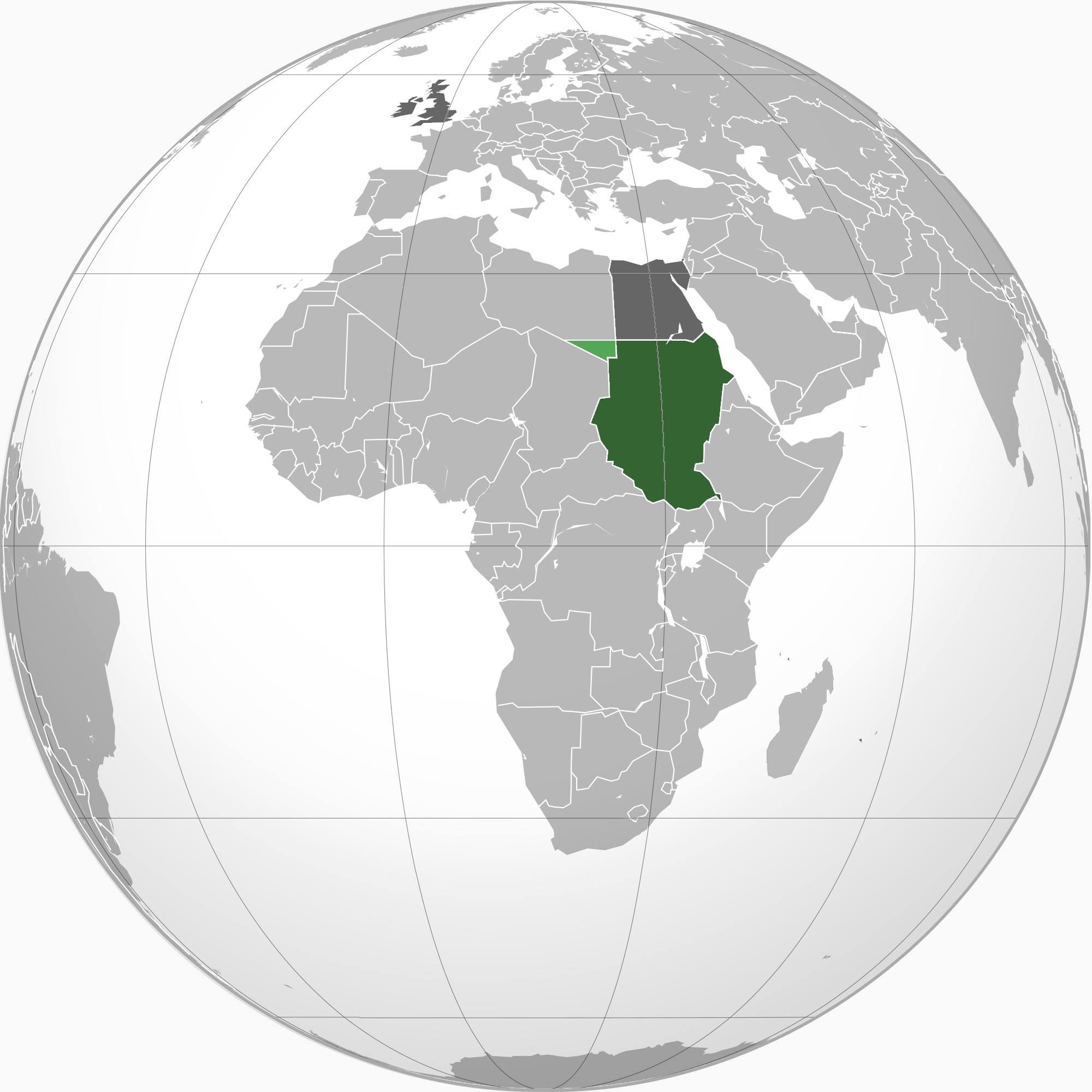
سبز : سودان مصر و بریتانیا سبز روشن : مثلث سارا در سال ۱۹۳۴ به لیبی ایتالیا واگذار شد خاکستری تیره : مصر و بریتانیا

با گشایش کانال سوئز در سال ۱۸۶۹، اهمیت اقتصادی و استراتژیک مصر و سودان به شدت افزایش یافت و توجه امپراتوری قدرت های بزرگ ، به ویژه بریتانیا را به خود جلب کرد. ده سال بعد در سال ۱۸۷۹، بدهی خارجی هنگفت دولت اسماعیل پاشا بهانه ای شد تا قدرت های بزرگ مجبور به کناره گیری و جایگزینی پسرش توفیق پاشا شود. نحوه صعود توفیق به دست قدرت‌های خارجی، ناسیونالیست‌های مصری و سودانی را که از نفوذ روزافزون دولت‌ها و بازرگانان اروپایی در امور کشور ناراضی بودند، به شدت خشمگین کرد. این وضعیت با فساد و سوء مدیریت تصور شده توسط توفیک تشدید شد و در نهایت به شورش اوربی به رهبری احمد اورابی ، رئیس ملی گرای ارتش، ختم شد. توفیک در حالی که بقای تاج و تختش در خطر بود، از بریتانیا درخواست کمک کرد. در سال ۱۸۸۲، به دعوت توفیک، انگلیسی ها اسکندریه ، بندر دریایی اصلی مصر و سودان را بمباران کردند و متعاقباً به کشور حمله کردند. نیروهای بریتانیایی دولت اوربی را در قاهره سرنگون کردند و در سال ۱۸۸۲ بقیه مصر و سودان را اشغال کردند. اگرچه به‌طور رسمی اقتدار توفیق احیا شده بود، اما در واقع بریتانیا تا حد زیادی کنترل امور مصر و سودان را به دست گرفت.
موافقت توفیق با اشغال بریتانیا به عنوان بهای تضمین سلطنت توسط بسیاری در سراسر مصر و سودان عمیقاً منفور بود. با استقرار بخش عمده ای از نیروهای بریتانیایی در شمال مصر و حفاظت از قاهره، اسکندریه و کانال سوئز، مخالفت با توفیک و حامیان اروپایی او در مصر متوقف شد. در مقابل، حضور نظامی بریتانیا در سودان نسبتاً محدود بود و در نهایت شورش آغاز شد. شورش در سودان، به رهبری رهبر مذهبی سودانی ، محمد احمد ، مهدی خودخوانده (هدایت شده)، هم سیاسی و هم مذهبی بود. عبدالله می خواست نه تنها انگلیسی ها را اخراج کند، بلکه می خواست سلطنت را که از نظر سکولار و غرب گرایش داشت، سرنگون کند و آن را با حکومتی ناب اسلامی جایگزین کند. در حالی که عبدالله در درجه اول یک شخصیت سودانی بود، حتی حمایت برخی ملی گرایان مصری را نیز به خود جلب کرد و توفیک و بریتانیایی ها را به دام انداخت. این شورش با سقوط خارطوم و مرگ ژنرال بریتانیایی چارلز جورج گوردون (گوردون خارطوم) در سال ۱۸۸۵ به اوج خود رسید. نیروهای مصری توفیق و نیروهای بریتانیایی مجبور شدند تقریباً از تمام سودان عقب نشینی کنند و احمد متعاقباً یک دولت تئوکراتیک تأسیس کرد.
حکومت دینی احمد قوانین سنتی اسلامی را بر سودان تحمیل کرد و بر لزوم ادامه مبارزه مسلحانه تا زمانی که انگلیسی ها به‌طور کامل از کشور بیرون رانده شدند و تمام مصر و سودان تحت نظارت مهدیه او قرار گرفت، تأکید کرد. اگرچه او شش ماه پس از سقوط خارطوم درگذشت، دعوت احمد توسط جانشین او، عبدالهی بن محمد ، که در سال ۱۸۸۷ به اتیوپی حمله کرد و در سال ۱۸۸۹ تا گندار ، و بقیه شمال سودان و مصر نفوذ کرد، کاملاً تکرار شد. این تهاجم توسط نیروهای توفیک متوقف شد و بعداً با عقب نشینی از اتیوپی دنبال شد. عبداللهی تقریباً تمام سیستم های اداری قبلی مصر و فنج را ویران کرد و اتحادهای قبیله ای سودان را به شدت تضعیف کرد. از سال ۱۸۸۵ تا ۱۸۹۸، جمعیت سودان به دلیل جنگ، قحطی، بیماری و آزار و اذیت از هشت میلیون نفر به سه میلیون نفر کاهش یافت.

## تاریخ

پرچم فرماندار کل

پس از یک سری شکست های مهدوی، پسر و جانشین توفیق، عباس حلمی دوم ، و انگلیسی ها تصمیم گرفتند تا کنترل سودان را دوباره برقرار کنند . هربرت کیچنر با رهبری یک نیروی مشترک مصر و بریتانیا، از سال ۱۸۹۶ تا ۱۸۹۸ مبارزات نظامی را رهبری کرد. لشکرکشی های کیچنر در نبرد اتباره و نبرد اومدورمان به اوج خود رسید. انگلیسی ها با استفاده از اهرمی که برتری نظامی آنها فراهم می کرد، عباس دوم را مجبور به پذیرش کنترل بریتانیا در سودان کردند. در حالی که نفوذ بریتانیا در مصر به‌طور رسمی مشورتی بود (اگرچه در واقعیت بسیار مستقیم تر بود)، بریتانیایی ها اصرار داشتند که نقش آنها در سودان رسمی شود. به این ترتیب، در سال ۱۸۹۹ توافقنامه ای مبنی بر ایجاد حکومت انگلیس-مصر (یک کاندومینیوم) حاصل شد که بر اساس آن سودان باید توسط فرماندار کل منصوب شده توسط مصر با رضایت بریتانیا اداره می شد. در واقع، با انزجار ملی گرایان مصری و سودانی، سودان عملاً به عنوان مالکیت امپراتوری بریتانیا اداره می شد. بریتانیایی ها با دنبال کردن سیاست تفرقه بینداز و حکومت کن ، مایل به معکوس کردن روندی بودند که در زمان محمد علی پاشا آغاز شده بود و دره نیل را تحت رهبری مصر به هم پیوند زدند، و در پی خنثی کردن همه تلاش ها برای اتحاد بیشتر دو کشور بودند. در طول جنگ جهانی اول ، انگلیسی ها در سال ۱۹۱۶ به دارفور حمله کردند و آن را به سودان انگلیس-مصر وارد کردند.
این سیاست در درون خود سودان، با تصمیم بریتانیایی ها برای تشدید اختلافات و اصطکاک بین گروه های قومی متعدد سودان، درونی شد. از سال ۱۹۲۴ به بعد، بریتانیا اساسا سودان را به دو قلمرو جداگانه تقسیم کرد - یک شمال عمدتاً مسلمان عرب زبان ، و یک جنوب عمدتاً آنیمیست و مسیحی ، جایی که استفاده از انگلیسی توسط مبلغان مسیحی تشویق می شد که نقش اصلی آنها آموزشی بود.
ادامه اشغال سودان توسط بریتانیا به واکنش شدید ملی گرایانه در مصر دامن زد و رهبران ملی گرای مصر مصمم شدند که بریتانیا را وادار کنند تا اتحادیه مستقل مصر و سودان را به رسمیت بشناسد. با پایان رسمی در سال ۱۹۱۴ داستان حقوقی حاکمیت عثمانی، حسین کامل سلطان مصر و سودان اعلام شد. پس از مرگ او در سال ۱۹۱۷، برادرش فواد به عنوان سلطان فواد یکم جانشین او شد. اصرار یک دولت واحد مصری- سودانی زمانی ادامه یافت که سلطنت مجدداً پادشاهی مصر و سودان نامیده شد، اما بریتانیایی ها به ناکام گذاشتن این تلاش ها ادامه دادند.
این سیاست در درون خود سودان، با تصمیم بریتانیایی ها برای تشدید اختلافات و اصطکاک بین گروه های قومی متعدد سودان، درونی شد. از سال ۱۹۲۴ به بعد، بریتانیا اساسا سودان را به دو قلمرو جداگانه تقسیم کرد - یک شمال عمدتاً مسلمان عرب زبان ، و یک جنوب عمدتاً آنیمیست و مسیحی ، جایی که استفاده از انگلیسی توسط مبلغان مسیحی تشویق می شد که نقش اصلی آنها آموزشی بود.
ادامه اشغال سودان توسط بریتانیا به واکنش شدید ملی گرایانه در مصر دامن زد و رهبران ملی گرای مصر مصمم شدند که بریتانیا را وادار کنند تا اتحادیه مستقل مصر و سودان را به رسمیت بشناسد. با پایان رسمی در سال ۱۹۱۴ داستان حقوقی حاکمیت عثمانی، حسین کامل سلطان مصر و سودان اعلام شد. پس از مرگ او در سال ۱۹۱۷، برادرش فواد به عنوان سلطان فواد اول جانشین او شد. اصرار یک دولت واحد مصری- سودانی زمانی ادامه یافت که سلطنت مجدداً پادشاهی مصر و سودان نامیده شد، اما بریتانیایی ها به ناکام گذاشتن این تلاش ها ادامه دادند.
شکست دولت قاهره در پایان دادن به اشغال بریتانیا منجر به تلاش‌های جداگانه برای استقلال در خود سودان شد که اولین آنها توسط گروهی از افسران نظامی سودانی معروف به لیگ پرچم سفید در سال ۱۹۲۴ رهبری شد. این گروه را ستوان یکم علی عبداللطیف و ستوان یکم عبدالفاضل الماز رهبری می کردند. این دومی شورش آکادمی آموزش نظامی را رهبری کرد که پس از انفجار ارتش بریتانیا بیمارستان نظامی که او در آن پادگان بود، با شکست آنها و مرگ آلماز پایان یافت. ادعا می شود که این شکست تا حدی نتیجه عدم حمایت پادگان مصری در شمال خارطوم از قیام با توپخانه همان‌طور که قبلاً وعده داده شده بود بوده است.

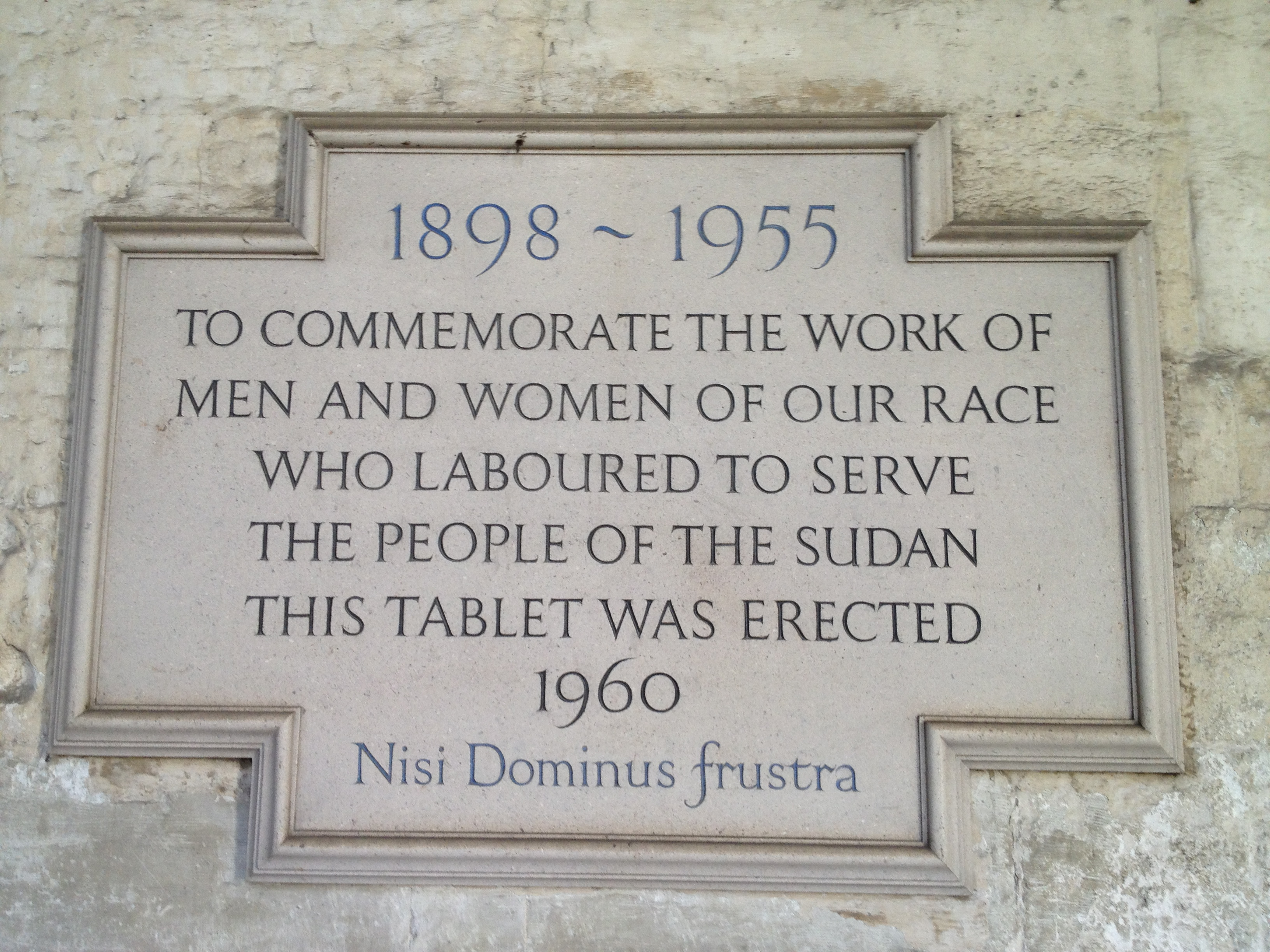
پلاکی در صومعه‌های کلیسای وست مینستر ، لندن، برای بزرگداشت انگلیسی‌ها در سودان مصر و بریتانیا ۱۸۹۸-۱۹۵۵. شعار اختصاری لاتین از مزمور ۱۲۷ آمده است: "اگر خداوند خانه را نسازد، برای ساختن آن بیهوده تلاش می کنند."

### ابطال کاندومینیوم

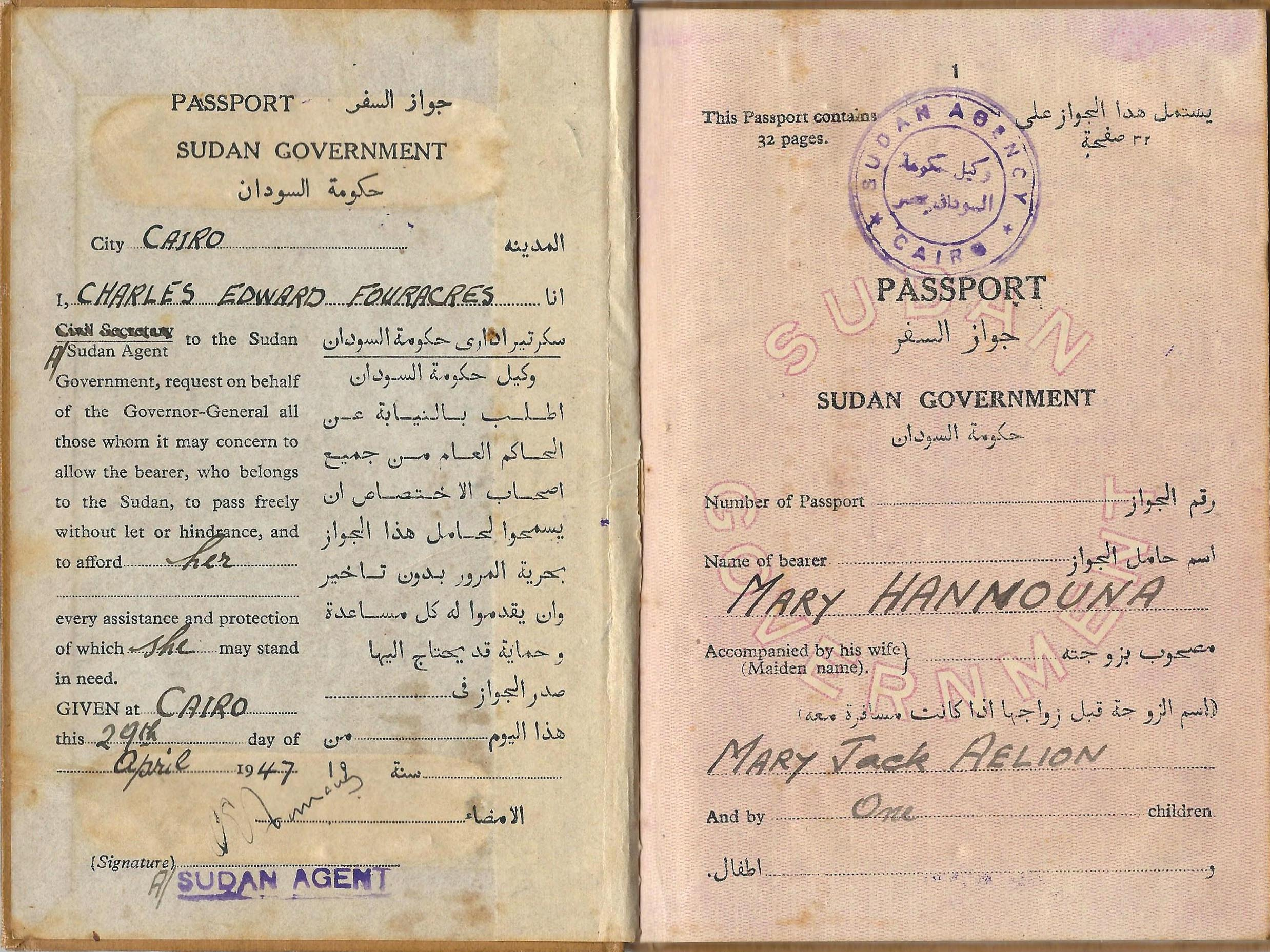
گذرنامه سودانی ۱۹۴۷، یک موضوع کنسولی از قاهره

حتی زمانی که بریتانیا به اشغال مصر در سال ۱۹۳۶ پایان داد (به استثنای منطقه کانال سوئز )، آنها نیروهای خود را در سودان حفظ کردند. دولت‌های متوالی در قاهره که مکرراً لغو قرارداد مالکیت را اعلام کردند، حضور بریتانیا در سودان را نامشروع اعلام کردند و بر به رسمیت شناختن کامل بریتانیا از ملک فاروق به‌عنوان « پادشاه مصر و سودان » اصرار داشتند، به رسمیت شناختی که انگلیسی‌ها از آن متنفر بودند. به این دلیل که فاروک مخفیانه با موسولینی برای تهاجم ایتالیا مذاکره می کرد. شکست این تظاهرات مخرب ۱۹۴۰ برای روابط بریتانیا و مصر به تغییر جزر و مد جنگ جهانی دوم کمک کرد.
این انقلاب ۱۹۵۲ مصر بود که سرانجام مجموعه ای از رویدادها را به راه انداخت که در نهایت به اشغال سودان توسط بریتانیا و مصر پایان داد. پس از لغو سلطنت در سال ۱۹۵۳، رهبران جدید مصر، محمد نجیب ، که به عنوان فرزند یک افسر ارتش مصر در سودان بزرگ شد، و جمال عبدالناصر ، معتقد بودند که تنها راه برای پایان دادن به سلطه بریتانیا در سودان این است که خود مصر به‌طور رسمی حاکمیت خود بر سودان را رها کند.
از آنجایی که ادعای بریتانیا برای کنترل سودان از نظر تئوریک به حاکمیت مصر بستگی داشت، انقلابیون محاسبه کردند که این تاکتیک برای بریتانیا راهی جز خروج باقی نمی‌گذارد. علاوه بر این، ناصر مدتی می‌دانست که حکومت بر سودان فقیر برای مصر مشکل‌ساز خواهد بود.

### انتقال به استقلال

استفاده از پرچم موقت سودان در کنفرانس باندونگ (آوریل ۱۹۵۵)

در سال ۱۹۴۳ یک شورای مشورتی سودان شمالی تأسیس شد که سطحی از خودمختاری را برای استان های شمالی سودان انگلیس-مصر به ارمغان آورد. در کنفرانسی که در سال ۱۹۴۷ در جوبا برگزار شد ، تصمیم گرفته شد که اداره استان های جنوبی با استان های شمال ادغام شود. سیزده نماینده انتصابی از استان های جنوبی در سال ۱۹۴۸ در مجلس قانونگذاری سودان کرسی گرفتند.
در ۱۲ فوریه ۱۹۵۳، توافقی بین مصر، بریتانیا و نمایندگان سیاسی سودان مبنی بر انتقال از کاندومینیوم به خودمختاری منعقد شد. سودان در مارس ۱۹۵۳ به خودگردانی اعطا شد و اسماعیل الازهاری در سال ۱۹۵۴ وزیر ارشد شد  مجلس مؤسسان تشکیل شد و قانون اساسی انتقالی تدوین شد. نمایندگان سودانی می توانند در کنفرانس آفریقایی-آسیایی که برای آوریل ۱۹۵۵ برنامه ریزی شده بود شرکت کنند.
در اکتبر ۱۹۵۴، دولت های مصر و بریتانیا معاهده ای را امضا کردند که به سودان در ۱ ژانویه ۱۹۵۶ استقلال می داد. سودان به یک کشور مستقل و مستقل تبدیل شد، جمهوری سودان که به اتحاد نزدیک به ۱۳۶ ساله خود با مصر و اشغال ۵۶ ساله آن توسط بریتانیا پایان داد.

## استان ها

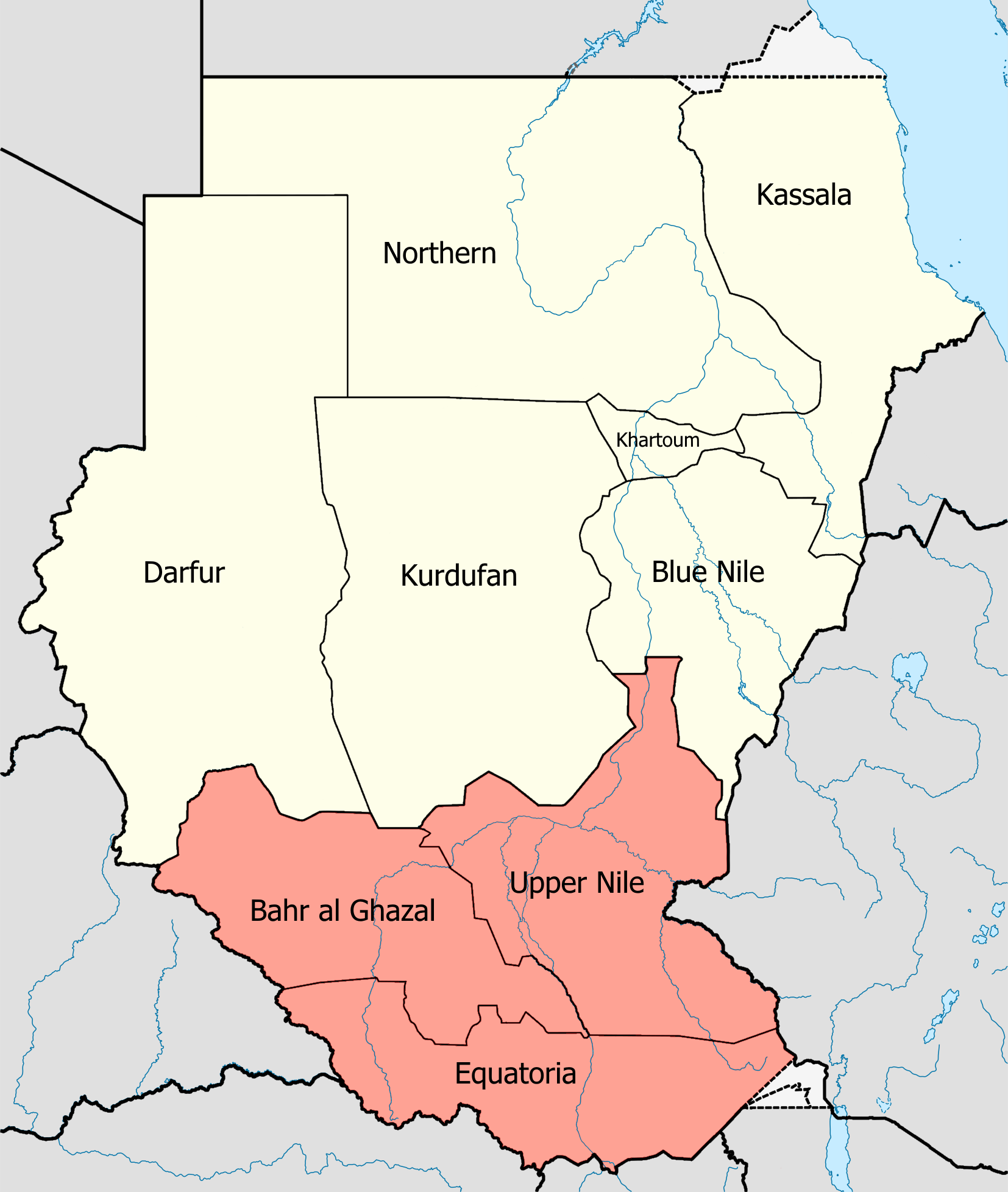
استان های سودان مصر و بریتانیا در سال ۱۹۴۸ میلادی. استان های سودان جنوبی آینده به رنگ قرمز هستند

سودان مصر و بریتانیا به هشت استان تقسیم شد که در زمان ایجاد آنها مبهم بودند اما با آغاز جنگ جهانی دوم به خوبی مشخص شدند. این هشت استان عبارت بودند از: نیل آبی ، دارفور ، اکواتوریا ، کسلا ، خارطوم ، کردوفان ، نیل شمالی و علیا . در سال ۱۹۴۸ بحرالغزال از استوا جدا شد.

## دارندگان دفتر

### فرمانداران
- فهرست فرمانداران سودان قبل از استقلال

### روسای دادگستری
- ۱۹۰۳-۱۹۱۷ وسی استری (تا سال ۱۹۱۵ قاضی ارشد)
- ۱۹۱۷-۱۹۲۵ رابرت هی دان
- ۱۹۲۵-۱۹۳۰ سر برنارد همفری بل
- ۱۹۳۰؟ -۱۹۳۶؟ هاول اوون
- ۱۹۳۶-۱۹۴۲ توماس پرسیوال کرید
- ۱۹۴۲-۱۹۴۴ هوبرت فلاکسمن
- ۱۹۴۴-۱۹۴۶ سیسیل هری اندرو بنت
- ۱۹۴۶-۱۹۴۸ سر چارلز سیسیل جورج کامینگز
- ۱۹۴۷-۱۹۵۰ توماس آرتور ماکلاگان
- ۱۹۵۰–۱۹۵۵ ویلیام اوبراین لیندسی
- ۱۹۵۶–۱۹۶۴ محمد احمد ابو رعنات

### وزیران ارشد
- ۱۹۵۲–۱۹۵۴ عبدالرحمن المهدی
- ۱۹۵۴–۱۹۵۶ اسماعیل ازهری

## جستار های وابسته
- فتح سودان توسط بریتانیا و مصر
- روابط سودان و بریتانیا